# Rajesh Roshan
Rajesh Roshan (Mumbai, 24 maggio 1955) è un compositore cinematografico indiano.
Nel corso della sua fortunata carriera Rajesh Roshan è stato a lungo associato a Basu Chatterjee, Dev Anand, Mohammed Rafi, Lata Mangeshkar e Kishore Kumar. 
Ha realizzato la colonna sonora del film Julie che gli ha fatto ottenere il Filmfare Awards come miglior compositore.
È stato il primo compositore a far cantare Amitabh Bachchan e solitamente lavora per i film diretti o prodotti da suo fratello Rakesh Roshan, fra cui  Kaho Naa Pyaar Hai (2000), Koi... Mil Gaya (2003), Krrish (2006), Kites (2010) e Krrish 3 (2013)